# Wilhelm Hillebrand
Wilhelm Hillebrand (également William Hillebrand aux États-Unis) (né le 13 novembre 1821 à Nieheim, Westphalie et mort le 13 juillet 1886 à Heidelberg) est un médecin et botaniste prussien. L'abréviation officielle de son auteur botanique est « Hillebr. »
Il est le père du chimiste William Francis Hillebrand.

## Biographie
Fils de juge, Hillebrand étudie la médecine à Göttingen, Heidelberg et Berlin. Il est membre du Corps Hanseatia Göttingen et Saxo-Borussia (1842). Il obtient son doctorat à l'Université Frédéric-Guillaume de Berlin en 1844.

### De Paderborn à Hawaï
Après avoir obtenu son diplôme, il exerce la médecine à Paderborn. En raison d'une maladie pulmonaire, il est attiré par des climats plus chauds. En 1849, il se rend d'abord en Australie, puis aux Philippines, où il pratique également la médecine.
Il s'installe à San Francisco et (sur les traces d'Adelbert von Chamisso) en 1850 au royaume d'Hawaï. Également actif ici en tant que médecin, il fonde l'association médicale de Hawaï. Le roi Kamehameha IV le nomme médecin personnel de la famille royale en 1858. En son nom, Hillebrand se rend en Chine, à Hong Kong, à Java et en Inde avec sa femme et son fils William en 1865 pour trouver des travailleurs pour les plantations de canne à sucre d'Hawaï. Beaucoup de Chinois et de Portugais sont venus dans le pays.
Hillebrand fonde des œuvres caritatives et s'implique dans une commission d'immigration et dans la lutte contre la lèpre. Le roi Kamehameha V, qui a donné au royaume insulaire une constitution en 1864, nomme Hillebrand au Conseil privé en 1865.

### Retour dans l'empire allemand
En raison de sa santé instable, Hillebrand déménage à Madère et à Tenerife en 1872. De retour à Heidelberg en 1877, il reste en contact avec Honolulu jusqu'en 1880. Lorsque les plans d'un retour à Hawaï devinrent sans espoir, il vend sa propriété et le parc à Thomas Foster, qui donne son nom au jardin botanique.

## Botaniste
Avant même son séjour à Hawaï, Hillebrand ramasse des plantes. Il découvre 250 nouvelles espèces. Il apporte des cultures telles que le litchi dans l'archipel, qui sont encore cultivées de manière rentable aujourd'hui.

### Travail académique
En 1871/72, Hillebrand vit à Cambridge, dans le Massachusetts, afin de terminer ses travaux sur la flore d'Hawaï à l'université là-bas avec l'aide du botaniste de Harvard Asa Gray. Il laisse des graines séchées à l'Herbier national de Melbourne.

### Jardin botanique
En 1855, Hillebrand achète une propriété de deux hectares au milieu d'Oahu, qu'il transforme en le plus ancien jardin botanique tropical avec des plantes indigènes et importées. Un kapokier survit à ce jour. Avant la mort de Hillebrand, Thomas Foster achète le jardin, dont il fait don à la ville d'Honolulu en 1930. Sa pièce maîtresse est la collection d'orchidées.

### Dédicaces
En son honneur, Veronica hillebrandii (sv), Phebalium hillebrandii (d), Calamagrostis hillebrandii (en) et le genre végétal Hillebrandia (avec la seule espèce Hillebrandia sandwicensis à Hawaï) de la famille des Begoniaceae sont nommés.

## Travaux
- Flore des îles hawaïennes, 1888 (à titre posthume)